# Резолюция Совета Безопасности ООН 1554
Резолюция Совета Безопасности Организации Объединенных Наций 1554, принятая единогласно 29 июля 2004 года после подтверждения всех резолюций по Абхазии и Грузии, в частности резолюции 1524 (2004 год). Совет продлил мандат Миссии наблюдателей Организации Объединенных Наций в Грузии (МООННГ) до 31 января 2005 года.

## Резолюция

### Наблюдения
В преамбуле резолюции Совет Безопасности подчеркнул, что отсутствие прогресса в урегулировании между двумя сторонами недопустимо. Он осудил сбитие вертолета МООННГ в октябре 2001 года, в результате которого погибли девять человек, и выразил сожаление по поводу того, что виновные в нападении не установлены. Приветствовался вклад миротворческих сил МООННГ и Содружества Независимых Государств (СНГ) в регион в дополнение к мирному процессу под руководством Организации Объединённых Наций.

### Действия
Совет Безопасности приветствовал политические усилия по урегулированию ситуации, в частности «Основные принципы распределения полномочий между Тбилиси и Сухуми» для облегчения переговоров между Грузией и Абхазией. Он выразил сожаление в связи с отсутствием прогресса в переговорах о политическом статусе и отказом Абхазии обсудить документ, а также призвал обе стороны преодолеть взаимное недоверие. Все нарушения Соглашения о прекращении огня и разъединении сил 1994 года были осуждены. Совет также приветствовал спокойствие в Кодорском ущелье и подписание протокола обеими сторонами 2 апреля 2002 года. Была отмечена обеспокоенность гражданского населения, грузинской стороне было предложено гарантировать безопасность МООННГ и войск СНГ в долине.
В резолюции содержится призыв к обеим сторонам активизировать мирный процесс, включая более широкое участие по вопросам, касающимся беженцев, внутренне перемещенных лиц, экономического сотрудничества и вопросов политики и безопасности. Она также подтвердил неприемлемость демографических изменений в результате конфликта. Абхазию, в частности, призвали улучшить правоохранительную деятельность, решить проблему отсутствия обучения этнических грузин на их родном языке и обеспечить безопасность возвращающихся беженцев. Полицейский компонент МООННГ находился в процессе развёртывания, однако были опасения, что он не был развернут в Гальском районе.
Совет вновь призвал обе стороны принять меры для установления виновных в сбитии вертолета МООННГ в октябре 2001 года. Обе стороны также попросили отмежеваться от военной риторики и демонстраций в поддержку незаконных вооруженных формирований и обеспечить безопасность персонала Организации Объединенных Наций. Кроме того, высказывались опасения по поводу безопасности персонала МООННГ в связи с неоднократными убийствами и похищениями миротворческого персонала МООННГ и СНГ, которые Совет осудил.